# Diego Carranza
Diego Martin Carranza  (Santa Fe, 26 de agosto de 1981) es un exfutbolista argentino nacionalizado peruano. Jugaba de portero y su último equipo fue el Alianza Atlético de la Primera División del Perú. Actualmente se encuentra como preparador de arqueros para la selección de Paraguay.

## Trayectoria
Se inició en el equipo de barrio Fonavi a los 7 años donde jugaba de marcador central. De allí su padre lo llevaría a Estrella de Talleres de Laguna Paiva donde jugó hasta los 12 años ya como arquero. Estando en Estrella surgió una prueba en Unión de Santa Fe donde se quedó desde 1994 hasta 1997, también participó de la selección Santafesina en algunos torneos. Posteriormente pasaría a préstamo al Club Atlético Lanús, en el equipo granate jugó en las distintas categorías y 18 partidos en la reserva. Fue entonces cuando fue cedido por 2 años al equipo peruano de Coronel Bolognesi, para después regresar a Lanús donde estuvo 6 meses, pero como no se hizo opción volvió a Unión donde le dieron el pase en su poder y así regresaría a Perú para jugar en el Melgar. Allí permaneció por 3 años y se lesionó en 2007, regresó  en 2008 al país para realizar la rehabilitación en Santa Fe Fútbol Club y pasaría a jugar en Defensa y Justicia donde su paso fue breve. Luego estaría un año en 9 de Julio de Rafaela, regresaría más tarde a Perú al Sport Boys para jugar un año y medio. El 2011 pasaría al Real Garcilaso.
En el 2020 comenzaría su carrera cómo DT, dirigiendo Alumni de Laguna Paiva, los verdes del barrio Sur vuelven a la primera división de la Liga Esperancina de fútbol, provincia de Santa Fe.

## Clubes
| Club                 | País      | Año       | PJ | Goles |
| -------------------- | --------- | --------- | -- | ----- |
| Lanús                | Argentina | 2000-2001 | 0  | 0     |
| Coronel Bolognesi FC | Perú      | 2002-2004 | 77 | 0     |
| FBC Melgar           | Perú      | 2004-2007 | 83 | 0     |
| Defensa y Justicia   | Argentina | 2008-2009 | 2  | 0     |
| 9 de Julio           | Argentina | 2009-2010 | 29 | 0     |
| Sport Boys           | Perú      | 2010-2011 | 33 | 0     |
| Real Garcilaso       | Perú      | 2012-2015 | 98 | 0     |
| Alianza Atlético     | Perú      | 2016-2017 | 49 | 0     |